# Roger Mason
Roger Philip Mason, Jr. (Washington D. C., 10 de septiembre de 1980) es un exjugador de baloncesto estadounidense disputó diez temporadas en la NBA, además de jugar en Europa. Con 1,96 metros de estatura, jugaba en la posición de escolta.

## Trayectoria deportiva

### Universidad
Jugó durante tres temporadas con los Cavaliers de la Universidad de Virginia, donde terminó promediando 13,8 puntos, 3 rebotes y 2,6 asistencias. Logró también un récord de porcentaje de tiros libres del 86 % de acierto, siendo el tercero de la Atlantic Coast Conference de su historia. Fue elegido en el tercer mejor equipo de su conferencia en 2001.

### Profesional
Fue elegido en el puesto 31 de la segunda ronda del Draft de la NBA de 2002 por Chicago Bulls, equipo con el que apenas jugó en 17 partidos en su primera temporada, siendo traspasado a Toronto Raptors al poco tiempo de empezar su segunda campaña como profesional. 
Pocos meses después fue cortado por Toronto, optando por ir a jugar al baloncesto europeo. Fichó por el Olimpiakos de la Liga Griega en 2004, y al año siguiente por el Happoel Jerusalén israelí. 
En 2006 llegó a firmar contrato con el equipo japonés OSG Phoenix, pero pocos días después los Washington Wizards le ofrecieron un contrato a prueba, equipo en el que jugó hasta julio de 2008.
El 11 de julio de 2008 fichó por dos años con San Antonio Spurs. Esa fue su mejor campaña en la NBA disputando los 82 encuentros de temporada regular y con los mejores números de su carrera en puntos, rebotes y asistencias.
El 10 de agosto de 2010 firmó con New York Knicks.

El 9 de diciembre de 2011 firma por una temporada con Washington Wizards. El 16 de abril de 2012 fue cortado por los Wizards.
El 3 de agosto de 2012 firma con New Orleans Hornets.
El 27 de septiembre de 2013 firma con Miami Heat.
El 20 de febrero de 2014 es traspasado a Sacramento Kings, pero es cortado ese mismo día.

### BIG3
Tras su retirada, fue presidente y comisionado, en la temporada de su creación, de la liga profesional de baloncesto 3×3 BIG3 (2017-2018).

## Estadísticas de su carrera en la NBA

#### Temporada regular
| Año     | Equipo      | PJ  | PT  | MPP  | %TC  | %3P  | %TL   | RPP | APP | ROB | TPP | PPP  |
| ------- | ----------- | --- | --- | ---- | ---- | ---- | ----- | --- | --- | --- | --- | ---- |
| 2002–03 | Chicago     | 17  | 0   | 6.6  | .355 | .333 | 1.000 | .7  | .7  | .2  | .0  | 1.8  |
| 2003–04 | Chicago     | 3   | 0   | 14.3 | .091 | .167 | .000  | 1.0 | 1.0 | .3  | .0  | 1.0  |
| 2003–04 | Toronto     | 23  | 3   | 12.4 | .356 | .364 | .864  | 1.2 | 1.0 | .4  | .3  | 4.0  |
| 2006–07 | Washington  | 62  | 0   | 7.9  | .330 | .324 | .875  | .7  | .6  | .2  | .1  | 2.7  |
| 2007–08 | Washington  | 80  | 9   | 21.4 | .443 | .398 | .873  | 1.6 | 1.7 | .5  | .2  | 9.1  |
| 2008–09 | San Antonio | 82  | 71  | 30.4 | .425 | .421 | .890  | 3.1 | 2.1 | .5  | .2  | 11.8 |
| 2009-10 | San Antonio | 79  | 5   | 19.2 | .389 | .333 | .794  | 2.1 | 1.7 | .4  | .2  | 6.3  |
| 2010-11 | New York    | 26  | 0   | 12.3 | .338 | .364 | .700  | 1.7 | .8  | .2  | .1  | 2.9  |
| 2011-12 | Washington  | 52  | 0   | 13.4 | .399 | .383 | .778  | 1.3 | .9  | .3  | .1  | 5.5  |
| 2012-13 | New Orleans | 69  | 13  | 17.7 | .433 | .415 | .907  | 1.9 | 1.1 | .4  | .2  | 5.3  |
| 2013-14 | Miami       | 25  | 2   | 10.4 | .373 | .354 | 1.000 | .9  | .8  | .2  | .0  | 3.0  |
| Total   | Total       | 518 | 103 | 17.7 | .408 | .383 | .866  | 1.7 | 1.3 | .4  | .1  | 6.3  |

#### Playoffs
| Año   | Equipo      | PJ | PT | MPP  | %TC  | %3P  | %TL  | RPP | APP | ROB | TPP | PPP |
| ----- | ----------- | -- | -- | ---- | ---- | ---- | ---- | --- | --- | --- | --- | --- |
| 2007  | Washington  | 4  | 0  | 14.0 | .438 | .500 | .833 | .5  | .3  | .2  | .0  | 6.0 |
| 2008  | Washington  | 6  | 0  | 21.5 | .404 | .235 | .750 | .8  | 1.0 | .5  | .2  | 8.0 |
| 2009  | San Antonio | 5  | 3  | 21.6 | .375 | .368 | .667 | 1.6 | 1.8 | .2  | .0  | 6.6 |
| 2010  | San Antonio | 6  | 0  | 10.2 | .083 | .143 | .000 | .7  | .3  | .2  | .0  | .5  |
| 2011  | New York    | 3  | 0  | 18.3 | .389 | .385 | .000 | 1.3 | 1.0 | .3  | .0  | 6.3 |
| Total | Total       | 24 | 3  | 17.0 | .368 | .333 | .765 | 1.0 | .9  | .3  | .0  | 5.3 |